# Coturnix ypsilophora
La codorniz tasmana (Coturnix ypsilophora) es una especie de ave galliforme de la familia Phasianidae, nativa de Australasia.
Se distribuye en las zonas agrícolas, pastizales, matorrales y humedales de agua dulce a través de gran parte de Nueva Guinea y de las islas menores de la Sonda, así como en Australia y Tasmania, aunque está ausente en las regiones áridas. También ha sido introducida en Fiji y Nueva Zelanda.